# Liste des épisodes de Regular Show

Logo original de la série.

 (février 2024).
- Si vous ne connaissez pas le sujet, laissez ce bandeau (vous pouvez alors contacter les auteurs).
- Si vous supprimez le contenu mis en cause (vous pouvez préalablement contacter les auteurs),

argumentez précisément cette suppression dans la page de discussion
(un manque de référence n'est pas un argument ; une recherche réelle de référence doit avoir été effectuée, être formellement documentée).
 (février 2024).
Si vous disposez d'ouvrages ou d'articles de référence ou si vous connaissez des sites web de qualité traitant du thème abordé ici, merci de compléter l'article en donnant les références utiles à sa vérifiabilité et en les liant à la section « Notes et références ».
Regular Show est une série d'animation américaine créée par J. G. Quintel, produite aux Cartoon Network Studios et initialement diffusée entre le 6 septembre 2010 et le 16 janvier 2017 sur la chaîne de télévision Cartoon Network aux États-Unis. La série se focalise sur deux compères, un geai bleu nommé Mordecai et un raton-laveur nommé Rigby, tous deux employés municipaux dans un parc local. Leurs tentatives pour s'amuser plutôt que de travailler les mènent à des mésaventures souvent surréalistes, pendant lesquelles ils interagissent avec d'autres personnages récurrents tels que Benson, Pops, Monsieur Muscle, Fantôme Frappeur, Skips et Margaret.

## Périodicité
| Saison | Saison | Épisodes | Dates de diffusion | Dates de diffusion |
| Saison | Saison | Épisodes | Première diffusion | Dernière diffusion |
| ------ | ------ | -------- | ------------------ | ------------------ |
|        | 1      | 12       | 6 septembre 2010   | 22 novembre 2010   |
|        | 2      | 28       | 29 novembre 2010   | 1er août 2011      |
|        | 3      | 40       | 19 septembre 2011  | 3 septembre 2012   |
|        | 4      | 40       | 1er octobre 2012   | 12 août 2013       |
|        | 5      | 40       | 2 septembre 2013   | 14 août 2014       |
|        | 6      | 31       | 9 octobre 2014     | 25 juin 2015       |
|        | 7      | 39       | 26 juin 2015       | 30 juin 2016       |
|        | 8      | 31       | 26 septembre 2016  | 16 janvier 2017    |

## Épisodes[1]

### Première saison (2010)
| No. de series | No. de saison | Titre                                                           | Scénario et storyboard | Date de diffusion | Date de diffusion |
| --- | ------------- | --------------------------------------------------------------- | ---------------------- | ----------------- | ----------------- |
| 1 | 1             | Le Pouvoir The Power                                            |                        | 6 septembre 2010  | 9 octobre 2011    |
| Pour obtenir une augmentation de salaire, Mordecai et Rigby testent un clavier musical magique sur les autres membres du parc, puis sur leur patron, Benson.                                                                              |               |                                                                 |                        |                   |                   |
| 2 | 2             | L'installation des chaises Just Set Up the Chairs               |                        | 13 septembre 2010 | 10 octobre 2011   |
| Mordecai et Rigby doivent installer des chaises pour un anniversaire, mais ils choisissent de jouer à des jeux d'arcade. Ils libèrent par mégarde un monstre en provenance d'un jeu et doivent l'arrêter avant qu'il ne détruise le parc. |               |                                                                 |                        |                   |                   |
| 3 | 3             | Un concert sous caféine Caffeinated Concert Tickets             |                        | 20 septembre 2010 | 21 novembre 2011  |
| Mordecai et Rigby font des heures supplémentaires afin d'acheter des tickets pour un concert. |               |                                                                 |                        |                   |                   |
| 4 | 4             | La castagne de la mort Death Punchies                           |                        | 27 septembre 2010 | 22 novembre 2011  |
| Rigby vole les instructions d'un maitre de dojo afin d'exécuter la « castagne de la mort » et de donner une leçon aux autres. |               |                                                                 |                        |                   |                   |
| 5 | 5             | Gâteau à l'œil Free Cake                                        |                        | 4 octobre 2010    | 23 novembre 2011  |
| Mordecai et Rigby veulent préparer une surprise pour l'anniversaire de Skips et ainsi manger le gâteau. |               |                                                                 |                        |                   |                   |
| 6 | 6             | La revanche des saucisses Meat Your Maker                       |                        | 11 octobre 2010   | 24 novembre 2011  |
| Mordecai et Rigby sont piégés dans la chambre froide après que Rigby ait malencontreusement fermé la porte. Dedans, ils rencontrent des saucisses vivantes.                                                                               |               |                                                                 |                        |                   |                   |
| 7 | 7             | Spécial de luxe au fromage Grilled Cheese Deluxe                |                        | 18 octobre 2010   | 25 novembre 2011  |
| Après avoir mangé le sandwich au fromage de Benson, Mordecai et Rigby partent en récupérer un nouveau, mais tentent, entretemps, de savoir lequel des deux peut mieux mentir.                                                             |               |                                                                 |                        |                   |                   |
| 8 | 8             | Comment se débarrasser des licornes The Unicorns Have Got to Go |                        | 25 octobre 2010   | 26 novembre 2011  |
| Mordecai achète une nouvelle eau de cologne pour attirer Margaret, mais il attire par mégarde des licornes. |               |                                                                 |                        |                   |                   |
| 9 | 9             | Le roi de la blague Prank Callers                               |                        | 1er novembre 2010 | 27 novembre 2011  |
| Mordecai et Rigby sont renvoyés en 1982 après avoir tenté de piéger le Roi de la blague. |               |                                                                 |                        |                   |                   |
| 10 | 10            | Don                                                             |                        | 8 novembre 2010   | 28 novembre 2011  |
| Le frère de cadet de Rigby, Don, est appelé pour sauver les comptes financiers du parc. |               |                                                                 |                        |                   |                   |
| 11 | 11            | Le corps de Rigby Rigby's Body                                  |                        | 15 novembre 2010  | 28 novembre 2011  |
| Le corps physique de Rigby rejette son esprit à la suite d'une consommation excessive de nourriture grasse. Mordecai et Skips tentent de le ramener à la normale avant que cela ne devienne permanent.                                    |               |                                                                 |                        |                   |                   |
| 12 | 12            | Mordecai and les Rigby Mordecai and the Rigbys                  |                        | 22 novembre 2010  | 28 novembre 2011  |
| Mordecai et Rigby veulent devenir un groupe musical ; leurs doubles du futur apparaissent pour les aider. |               |                                                                 |                        |                   |                   |

### Deuxième saison (2010–2011)
| No. de série | No. de saison | Titre                                              | Scénario et storyboard | Date de diffusion | Date de diffusion |
| --- | ------------- | -------------------------------------------------- | ---------------------- | ----------------- | ----------------- |
| 13 | 1             | La Boîte à Flims Ello Gov'nor                      |                        | 29 novembre 2010  | 29 novembre 2011  |
| Rigby devient craintif et paranoïaque après avoir regardé un film d'horreur sur un taxi. |               |                                                    |                        |                   |                   |
| 14 | 2             | L'heure est venue It's Time                        |                        | 3 janvier 2011    | 29 novembre 2011  |
| Après avoir refusé de voir un film avec Rigby afin de demander à Margaret de sortir avec lui, Mordecai devient jaloux lorsque Margaret accepte un rendez-vous avec Rigby. |               |                                                    |                        |                   |                   |
| 15 | 3             | En quête de reconnaissance Appreciation Day        |                        | 10 janvier 2011   | 29 novembre 2011  |
| Mordecai et Rigby décident d'écrire de fausses informations sur eux dans le livre de Benson. |               |                                                    |                        |                   |                   |
| 16 | 4             | Big Brother Peeps                                  |                        | 17 janvier 2011   | 30 novembre 2011  |
| Benson commande un système de sécurité afin de surveiller les faits et gestes de Mordecai et Rigby, mais il finit par commander un œil géant surveillant les membres du parc 24h/24.                                                                                                   |               |                                                    |                        |                   |                   |
| 17 | 5             | Le trac Dizzy                                      |                        | 24 janvier 2011   | 30 novembre 2011  |
| Pops doit se préparer à lire un discours en public, sinon Benson sera renvoyé. |               |                                                    |                        |                   |                   |
| 18 | 6             | Et ta mère ! My Mom                                |                        | 31 janvier 2011   | 1er décembre 2011 |
| Monsieur Muscles et Fantôme Frappeur doivent superviser Mordecai et Rigby pendant une journée. Sur le chemin, Mordecai et Rigby sont constamment irrités par les blagues de Monsieur Muscles et finissent par avoir des problèmes.                                                     |               |                                                    |                        |                   |                   |
| 19 | 7             | Respect High Score                                 |                        | 7 février 2011    | 1er décembre 2011 |
| Mordecai et Rigby tentent d'établir le meilleur score sur un jeu d'arcade face à une tête géante. |               |                                                    |                        |                   |                   |
| 20 | 8             | Tempête pour une télé Rage Against the TV          |                        | 14 février 2011   | 2 décembre 2011   |
| Leur télévision en panne, Mordecai et Rigby essayent d'en trouver une autre afin de finir leur partie de jeu vidéo. |               |                                                    |                        |                   |                   |
| 21 | 9             | Pete le fêtard Party Pete                          |                        | 21 février 2011   | 2 avril 2012      |
| Benson ayant pris une nuit de repos, Mordecai et Rigby décident de préparer une fête avec Pete le fêtard. |               |                                                    |                        |                   |                   |
| 22 | 10            | Lavage de cerveau Brain Eraser                     |                        | 25 février 2011   | 3 avril 2012      |
| Mordecai ayant accidentellement vu Pops nu, Rigby et Skips essayent de lui faire oublier ce souvenir en fouillant dans sa mémoire. |               |                                                    |                        |                   |                   |
| 23 | 11            | Bye Bye Benson Benson Be Gone                      |                        | 28 février 2011   | 2 avril 2012      |
| Une nouvelle manager remplace Benson après avoir été démis de ces fonctions à cause de Mordecai et Rigby, mais cette dernière semble être un démon. |               |                                                    |                        |                   |                   |
| 24 | 12            | Un ticket de caisse pour deux But I Have a Receipt |                        | 7 mars 2011       | 3 avril 2012      |
| Mordecai et Rigby tentent de se faire rembourser le jeu de rôle qu'ils ont acheté mais qu'ils trouvent mauvais, mais le directeur de la boutique refuse. |               |                                                    |                        |                   |                   |
| 25 | 13            | Jam Session This Is My Jam                         |                        | 28 mars 2011      | 4 avril 2012      |
| Rigby ne peut s'empêcher de fredonner un air musical qu'il a retenu ; l'air musical prend vie sous la forme d'une cassette audio. |               |                                                    |                        |                   |                   |
| 26 | 14            | Madame Muscles Muscle Woman                        |                        | 4 avril 2011      | 4 avril 2012      |
| Monsieur Muscles devient dépressif lorsque sa copine, Starla, le laisse tomber. Mordecai tente alors de la séduire puis de la laisser tomber à son tour afin que Starla revienne dans les bras de Monsieur Muscles. Cependant, il regrette sa décision.                                |               |                                                    |                        |                   |                   |
| 27 | 15            | Intérim Temp Check                                 |                        | 11 avril 2011     | 5 avril 2012      |
| Rigby engage son propre employé pour faire le travail dans le parc à sa place. Cet employé néanmoins va essayer progressivement de lui voler son identité. |               |                                                    |                        |                   |                   |
| 28 | 16            | Tchips Jinx                                        |                        | 18 avril 2011     | 5 avril 2012      |
| Rigby est piégé par Mordecai, et ne peut parler sauf si son prénom est prononcé trois fois de suite. |               |                                                    |                        |                   |                   |
| 29 | 17            | C'est la fête ! See You There                      |                        | 25 avril 2011     | 6 avril 2012      |
| Mordecai et Rigby tente de s'introduire dans la fête organisée par Monsieur Muscles pour Fantôme Frappeur. |               |                                                    |                        |                   |                   |
| 30 | 18            | Rends-moi service Do Me a Solid                    |                        | 2 mai 2011        | 6 avril 2012      |
| Mordecai demande à Rigby de sortir avec Aline, afin qu'il puisse sortir avec Margaret. Rigby accepte en échange de dix services. |               |                                                    |                        |                   |                   |
| 31 | 19            | Zombie party Grave Sights                          |                        | 9 mai 2011        | 9 avril 2012      |
| Mordecai et Rigby réveillent accidentellement des zombies durant une soirée projection au parc. |               |                                                    |                        |                   |                   |
| 32 | 20            | La lutte vraie de vraie Really Real Wrestling      |                        | 16 mai 2011       | 9 avril 2012      |
| Après avoir accidentellement blessé Pops, Mordecai et Rigby se rendent à un événement de catch, mais il se trouve qu'ils devront y participer contre leur gré. |               |                                                    |                        |                   |                   |
| 33 | 21            | Bras de fer Over the Top                           |                        | 23 mai 2011       | 10 avril 2012     |
| Skips ne comprend pas comment Rigby peut le battre au bras de fer, mais il découvre par la suite la vérité et le tue malencontreusement. Il doit battre La Mort lors d'un bras de fer pour ramener Rigby à la vie.                                                                     |               |                                                    |                        |                   |                   |
| 34 | 22            | L'oiseau de nuit The Night Owl                     |                        | 30 mai 2011       | 10 avril 2012     |
| Mordecai, Rigby, Monsieur Muscles, et Fantôme Frappeur participent à un concours pour remporter une voiture mais l'organisateur de ce concours les garde contre leur gré. |               |                                                    |                        |                   |                   |
| 35 | 23            | Une bande de canetons A Bunch of Baby Duck         |                        | 6 juin 2011       | 11 avril 2012     |
| Mordecai et Rigby trouvent un groupe de canetons et s'y attachent, tandis que Benson veut qu'ils trouvent à ces canetons un foyer. |               |                                                    |                        |                   |                   |
| 36 | 24            | Maxi-cerveau More Smarter                          |                        | 13 juin 2011      | 11 avril 2012     |
| Rigby achète un breuvage sur Internet développant l'intelligence de celui qui la boit afin de prouver à Mordecai qu'il est plus intelligent que lui. |               |                                                    |                        |                   |                   |
| 37 | 25            | Premier jour First Day                             |                        | 11 juillet 2011   | 12 avril 2012     |
| À leur premier jour au parc, Mordecai et Rigby se lancent en compétition en jouant à pierre-papier-ciseaux pour savoir lequel des deux aura le canapé de Pops. Note : il s'agit de l'épisode pilote réédité, le tout premier court-métrage de la série.                                |               |                                                    |                        |                   |                   |
| 38 | 26            | Vidéo Pops Go Viral                                |                        | 18 juillet 2011   | 12 avril 2012     |
| Mordecai et Rigby se lancent dans une compétition contre Monsieur Muscles et Fantôme Frappeur pour voir lequel d'entre eux réussira à obtenir plus de vues sur leurs vidéos, mais le duo se retrouve accidentellement transféré dans un endroit où sont recensées les vidéos en ligne. |               |                                                    |                        |                   |                   |
| 39 | 27            | Putois-garou Skunked                               |                        | 25 juillet 2011   | 13 avril 2012     |
| Rigby se transforme en putois après avoir été aspergé, et essaye de redevenir normal avant qu'il ne soit trop tard. |               |                                                    |                        |                   |                   |
| 40 | 28            | Karaoké Karaoke Video                              |                        | 1er août 2011     | 13 avril 2012     |
| Mordecai et Rigby doivent détruire une vidéo sur laquelle ils insultent leurs collègues lors d'une soirée karaoké avant de se faire attraper. |               |                                                    |                        |                   |                   |

### Troisième saison (2011–2012)
| No. de série | No. de saison | Titre                                                       | Scénario et storyboard | Date de diffusion | Date de diffusion  |
| --- | ------------- | ----------------------------------------------------------- | ---------------------- | ----------------- | ------------------ |
| 41 | 1             | Le baby hockey Stick Hockey                                 |                        | 19 septembre 2011 | 1er septembre 2012 |
| Mordecai et Rigby tentent de retrouver leur jeu de hockey miniature après que Benson l'ai vendu dans une boutique de seconde main. Mais le duo se retrouve dans une compétition de baby hockey durant laquelle Benson prendra également part. |               |                                                             |                        |                   |                    |
| 42 | 2             | Le pari blond Bet to Be Blonde                              |                        | 26 septembre 2011 | 2 septembre 2012   |
| Mordecai teint ses cheveux en blond et se joint à un groupe de blonds après avoir perdu un pari avec Rigby. |               |                                                             |                        |                   |                    |
| 43 | 3             | Le strike de Skips Skips Strikes                            |                        | 3 octobre 2011    | 8 septembre 2012   |
| Le tournoi de bowling « Poussières d'étoiles » oppose l'équipe des Strikers du parc, constituée de Benson, Mordecai, Rigby et Skips, à l'équipe des Éléments magiques, menés par La Mort. Les Strikers ont toutes les chances de vaincre, à tel point que Rigby engage leurs âmes dans un pari avec La Mort. |               |                                                             |                        |                   |                    |
| 44-45 | 4-5           | Les contes horrifiques du parc Terror Tales of the Park     |                        | 10 octobre 2011   | 31 octobre 2012    |
| Pops et Monsieur Muscles racontent chacun une histoire effrayante à l'occasion d'Halloween. L'histoire de la « Poupée flippante » pour Pops, et celle du « Camping-car Heavy Metal » pour Monsieur Muscles. |               |                                                             |                        |                   |                    |
| 46 | 6             | C'est cool, le camping Camping Can Be Cool                  |                        | 17 octobre 2011   | 9 septembre 2012   |
| Mordecai, Rigby et Aline découvrent avec stupeur que Margaret n'a jamais fait de camping. Mordecai et Aline réussissent à la convaincre de profiter des beaux jours annoncés pour aller camper tous les quatre et ce, malgré les efforts manifestes de Rigby pour l'en dissuader. |               |                                                             |                        |                   |                    |
| 47 | 7             | Le match des étoiles Slam Dunk                              |                        | 24 octobre 2011   | 15 septembre 2012  |
| Mordecai promet à Margaret de lui faire un site Internet mais Monsieur Muscles monopolise l'ordinateur. Mordecai lui propose un match de basket : le gagnant aura l'usage exclusif de l'ordinateur pour une semaine. |               |                                                             |                        |                   |                    |
| 48 | 8             | Coolattitude Cool Bikes                                     |                        | 7 novembre 2011   | 16 septembre 2012  |
| Mordecai et Rigby sont interdits de voiturette. Benson leur fournit deux vieux vélos d'enfants, pour leurs déplacements dans le parc. Outrés par l'allure démodée de ces engins, les deux amis décident de les remettre en état. |               |                                                             |                        |                   |                    |
| 49 | 9             | Règlement intérieur House Rules                             |                        | 14 novembre 2011  | 30 septembre 2012  |
| Excédés par les nouvelles règles que Benson ne cesse d'ajouter à son règlement intérieur, Mordecai et Rigby décident de prendre le large. Un homme mystérieux les invite dans son monde sans règles, et les deux amis sont enchantés. |               |                                                             |                        |                   |                    |
| 50 | 10            | Rap vs. Poésie Rap It Up                                    |                        | 21 novembre 2011  | 29 septembre 2012  |
| Mordecai et Rigby assistent à une battle de rappeurs. Pops, grand amateur de poésie, vient féliciter les rappeurs. Désireux de leur montrer ses talents de poète, il se fait humilier et traiter de bouffon. Vexé, il décide de les affronter le soir même. |               |                                                             |                        |                   |                    |
| 51 | 11            | L'art de la drague Cruisin'                                 |                        | 28 novembre 2011  | 6 octobre 2012     |
| Pour Mordecai et Rigby, avoir une belle voiture est le meilleur moyen de draguer des filles et récupérer leurs numéros de téléphone. Margaret et Aline parient un dîner à Il Cheroso, un restaurant très chic, qu'ils n'arriveront pas à avoir un seul numéro d'ici la fin de la journée. |               |                                                             |                        |                   |                    |
| 52 | 12            | Graffeur en série Under the Hood                            |                        | 12 décembre 2011  | 7 octobre 2012     |
| Mordecai et Rigby sont chargés de repeindre le mur des toilettes du parc, pour faire disparaître un graffiti. Voyant Monsieur Muscles avec de l'orange sur les mains, ils l'accusent d'être le responsable du graffiti, du coup Benson le renvoie. Seulement ce n'était pas Monsieur Muscles. |               |                                                             |                        |                   |                    |
| 53 | 13            | Une soirée pimentée Weekend at Benson's                     |                        | 16 janvier 2012   | 13 octobre 2012    |
| Mordecai et Rigby n'arrivant pas à changer une simple ampoule de lampadaire, Benson monte à l'échelle et s'en charge. Maladroits, ils font tomber l'échelle. Bien que Benson est assommé les deux amis décident de l'emmener à une fête chez sa voisine. |               |                                                             |                        |                   |                    |
| 54 | 14            | Fortunes et infortunes Fortune Cookie                       |                        | 23 janvier 2012   | 14 octobre 2012    |
| Pour fêter la chance qu'il n'arrête pas d'avoir ces derniers temps, Benson invite tout le monde dans un restaurant chinois. À la fin du repas, la serveuse apporte les traditionnels « biscuits de la chance ». La prédiction que découvre Rigby étant mauvaise, il décide de l'échanger avec celle de Benson. |               |                                                             |                        |                   |                    |
| 55 | 15            | Maîtriser sa colère Think Positive                          |                        | 30 janvier 2012   | 20 octobre 2012    |
| Agacé d'entendre Benson crier sans arrêt sur Mordecai et Rigby, Pops, qui est le supérieur de Benson, lui ordonne d'arrêter de se conduire ainsi, sous peine d'être renvoyé. Mais plus Mordecai et Rigby font des bêtises, plus la colère que Benson retient en lui devient de difficile à contrôler. |               |                                                             |                        |                   |                    |
| 56 | 16            | Skips contre la technologie Skips vs. Technology            |                        | 6 février 2012    | 23 septembre 2012  |
| Skips sait tout réparer dans le parc. Lorsque Mordecai et Rigby ont un problème d'ordinateur, ils demandent logiquement à Skips de les aider. Seulement Skips n'y connaît rien en informatique. Plutôt que de reconnaître ses lacunes, il essaye d'apprendre l'informatique pour réparer leur ordinateur. |               |                                                             |                        |                   |                    |
| 57 | 17            | Une chanson pour Margaret Butt Dial                         |                        | 13 février 2012   | 3 novembre 2012    |
| Mordecai charge la voiturette pour emporter les ordures à la décharge. Tout heureux après la bonne soirée passée la veille avec Margaret, il improvise une chanson en son honneur. Jusqu'à ce qu'il réalise avec horreur qu'elle a été enregistrée sur le répondeur de Margaret, qu'il a appelée sans s'en rendre compte en s'asseyant sur son téléphone. |               |                                                             |                        |                   |                    |
| 58 | 18            | Le défi de l'ultime omelette Eggscellent                    |                        | 27 février 2012   | 21 octobre 2012    |
| Rigby voit une publicité à la télé pour un restaurant proposant le «défi de l'ultime omelette» : si l'on arrive à finir une gigantesque omelette, on gagne une casquette portant l'inscription « L'omelette, c'est la fête ! ». Rigby la veut absolument et tente de relever le défi, alors qu'il est allergique aux œufs. |               |                                                             |                        |                   |                    |
| 59 | 19            | Mannequin ventral Gut Model                                 |                        | 5 mars 2012       | 27 octobre 2012    |
| Après cinq ans de fidèles services dans le parc, Monsieur Muscles veut fêter ça en invitant tout le monde au restaurant, mais personne ne peut venir. Seul au restaurant, il est repéré par deux responsables d'un magazine de mode qui lui proposent de devenir « mannequin ventral », pour donner l'illusion d'une femme enceinte avec son gros ventre. |               |                                                             |                        |                   |                    |
| 60 | 20            | Les pros des jeux vidéo Video Game Wizards                  |                        | 26 mars 2012      | 22 septembre 2012  |
| Mordecai et Rigby voient à la télévision une publicité pour un tournoi de jeux vidéo par équipes dont le prix est le « Maxi-gant de la mort », une super manette de jeu. Rigby veut absolument y participer, mais finit par découvrir que Mordecai a déjà proposé à Skips de faire équipe avec lui, parce que Rigby est trop nul en jeux vidéo. Vexé, Rigby va tout mettre en œuvre pour faire culpabiliser Mordecai.                                                                                      |               |                                                             |                        |                   |                    |
| 61 | 21            | Le Gros lot Big Winner                                      |                        | 2 avril 2012      | 5 janvier 2013     |
| Pour répondre aux incessants canulars de monsieur Muscles, Mordecai et Rigby décident de lui faire à leur tour une blague. Ils lui offrent pour son anniversaire, un faux billet de loterie gagnant. Mais les réactions de monsieur Muscles sont imprévisibles et sa fureur est sans mesure. |               |                                                             |                        |                   |                    |
| 62 | 22            | Le meilleur hamburger du monde The Best Burger in the World |                        | 9 avril 2012      | 28 octobre 2012    |
| Une fois tous les cent ans, un camion-restaurant spécialisé dans les hamburgers propose l'«Ultima-burger», le meilleur hamburger du monde. Ce camion arrive dans le parc pour la journée et Mordecai et Rigby salivent à l'idée d'en goûter un Mais il y a un souci. |               |                                                             |                        |                   |                    |
| 63 | 23            | Remplacés Replaced                                          |                        | 16 avril 2012     | 4 novembre 2012    |
| Exaspéré par les retards systématiques de Mordecai et Rigby, Benson confie leur job à deux jeunes diplômés de l'Institut de Technologie Technique. S'il est satisfait de leur travail, Mordecai et Rigby sont certains de perdre leur job. Ils ne trouvent qu'un moyen de dissuader Benson d'embaucher les nouveaux à leur place : les empêcher de mener à bien la tâche qu'il leur a confiée. |               |                                                             |                        |                   |                    |
| 64 | 24            | Sale rafiot Trash Boat                                      |                        | 23 avril 2012     | 10 novembre 2012   |
| Rigby change de nom pour désormais s'appeler Sale Rafiot. En conséquence, il subit les brimades de ses collègues. |               |                                                             |                        |                   |                    |
| 65 | 25            | Les poings de la justice Fists of Justice                   |                        | 30 avril 2012     | 11 novembre 2012   |
| Quand Skips vient leur demander d'honorer la promesse qu'ils lui ont faite en guise de cadeau d'anniversaire, Mordecai et Rigby renoncent avec regret à leur journée de congé pour effectuer, comme promis, une journée complète des corvées de Skips. |               |                                                             |                        |                   |                    |
| 66 | 26            | Chagrin d'amour Yes Dude Yes                                |                        | 7 mai 2012        | 17 novembre 2012   |
| Mordecai qui est venu inviter Margaret au cinéma, la surprend en train de s'écrier «oui ! oui !» à un homme agenouillé à ses pieds. Désespéré, il rentre s'enfermer dans sa chambre. Rigby finit par le convaincre de se reprendre en main et de se lancer dans une série de rendez-vous. |               |                                                             |                        |                   |                    |
| 67 | 27            | Sur la route Busted Cart                                    |                        | 14 mai 2012       | 18 novembre 2012   |
| Benson achève de faire le tour du propriétaire à monsieur Mélard qui le félicite pour la bonne tenue du parc, jusqu'au moment où Mordecai et Rigby crashent la voiturette contre un arbre. |               |                                                             |                        |                   |                    |
| 68 | 28            | À huit heures, t'es mort ! Dead at Eight                    |                        | 28 mai 2012       | 24 novembre 2012   |
| Poussé par Mordecai et Rigby, Monsieur Muscles teste enfin le toboggan à eau qu'il peaufine depuis si longtemps. Mais le taboggan s'écroule et Monsieur Muscles est blessé. |               |                                                             |                        |                   |                    |
| 69 | 29            | Entrée refusée Access Denied                                |                        | 4 juin 2012       | 12 janvier 2013    |
| Margaret organise une petite fête pour son anniversaire dans une boîte de nuit. Mordecai lui a promis qu'il danserait avec elle à cette occasion. Le soir venu, Mordecai et Rigby se voient refuser l'entrée de la discothèque. |               |                                                             |                        |                   |                    |
| 70 | 30            | Mentor musclé Muscle Mentor                                 |                        | 11 juin 2012      | 25 novembre 2012   |
| Monsieur Muscles devient le mentor de Rigby. |               |                                                             |                        |                   |                    |
| 71 | 31            | Le rêve brisé de Monsieur Muscles Trucker Hall of Fame      |                        | 18 juin 2012      | 6 janvier 2013     |
| Papa Muscles vient de mourir, victime de sa dernière blague. Mordecai et Rigby accompagnent Monsieur Muscles au Mémorial des camionneurs où celui-ci doit répandre les cendres de la casquette de son Papa Muscles, pour honorer ses dernières volontés. |               |                                                             |                        |                   |                    |
| 72 | 32            | Le dernier voyage Out of Commission                         |                        | 25 juin 2012      | 13 janvier 2013    |
| La voiturette du parc commence à vieillir et Benson décide d'en acheter une nouvelle, plus moderne. Cela n'est pas du goût de Mordecai et Rigby qui considèrent l'ancienne voiturette comme un membre de la famille. Chargés de conduire celle-ci à la casse, les deux compères lui rendent un dernier hommage en versant du soda sur son capot. C'est alors que la voiturette prend vie. |               |                                                             |                        |                   |                    |
| 73 | 33            | Restau chic Fancy Restaurant                                |                        | 16 juillet 2012   | 19 janvier 2013    |
| Starla aimerait que Monsieur Muscles rencontre ses parents autour d'un dîner dans un restaurant très chic, le «Bistro du parc». Mais celui-ci a dû mal avec les règles de savoir-vivre, et l'élégance nécessaire pour ce genre de restaurant. Avec l'aide de Mordecai et Rigby, il met au point un système pour ne pas faire de faux pas lors du dîner. Mais le maître d'hôtel du restaurant a quelques soupçons.                                                                                          |               |                                                             |                        |                   |                    |
| 74 | 34            | Journal intime Diary                                        |                        | 23 juillet 2012   | 20 janvier 2013    |
| En venant arroser les plantes de Margaret pendant que celle-ci est partie en week-end, Mordecai et Rigby tombent sur son journal intime et Rigby en casse le cadenas. La colle forte n'y change rien, seul la plume magique de Skips peut réparer les dommages causés au journal. Mais cette technique impose un rituel précis, et gare à celui qui ne respectera pas les consignes à la lettre. |               |                                                             |                        |                   |                    |
| 75 | 35            | La meilleure VHS du monde The Best VHS in the World         |                        | 30 juillet 2012   | 2 février 2013     |
| Mordecai et Rigby aimeraient louer des cassettes vidéo dans leur vidéo-club habituel, seulement ils n'ont pas rendu une cassette intitulée « La meilleure VHS du monde ». Et impossible d'emprunter d'autres cassettes tant qu'ils ne l'auront pas rendue. Mais Mordecai et Rigby ont beau chercher partout dans la maison et demander aux autres, aucune trace de cette cassette. |               |                                                             |                        |                   |                    |
| 76 | 36            | La guerre des farces Prankless                              |                        | 6 août 2012       | 26 janvier 2013    |
| En voulant faire une farce à Mordecai, Monsieur Muscles blesse involontairement Pops. Rongé par la culpabilité, il décide d'arrêter pour toujours de faire des farces. Seulement son «départ à la retraite» tombe mal, car la guerre des farces avec le parc rival reprend. Benson doit à tout prix convaincre Monsieur Muscles de reprendre du service, et de sauver le parc. |               |                                                             |                        |                   |                    |
| 77 | 37            | L'étripeur Death Bear                                       |                        | 13 août 2012      | 27 janvier 2013    |
| Une soirée films est prévue entre Mordecai, Rigby, Margaret et Aline. Au moment de choisir le film, Mordecai déconseille les films d'horreur parce que Rigby a facilement peur. C'est alors que Rigby propose, à la place de la soirée films, d'aller faire un tour dans le zoo abandonné du parc pour se faire prendre en photo dans la cage de l'Etripeur, un ours dont la légende voudrait qu'il soit extrêmement dangereux. Pour se faire bien voir par Margaret, Mordecai accepte de les accompagner. |               |                                                             |                        |                   |                    |
| 78 | 38            | Dés en peluche Fuzzy Dice                                   |                        | 20 août 2012      | 3 février 2013     |
| C'est l'anniversaire de Pops, et le groupe ne sait pas quoi lui offrir. Pops surprend la conversation et leur dit que le cadeau qui lui ferait plaisir serait une paire de dés en peluche de chez « Amusement-Land », une salle de jeux du coin. |               |                                                             |                        |                   |                    |
| 79 | 39            | Euphorie sucrée Sugar Rush                                  |                        | 27 août 2012      | 14 février 2013    |
| Mordecai et Rigby sont chargés par Benson d'aller acheter des donuts pour la réunion du matin. Mais Benson précise bien qu'ils doivent en prendre un au blé complet pour lui, pour le reste, ils ont le choix. Ils reviennent avec des donuts et des beignets aux pommes très sucrés que Pops goûte pendant qu'ils ont le dos tourné. Pops devient alors comme une pile électrique et Mordecai et Rigby doivent trouver un moyen de le calmer avant le début de la réunion.                                |               |                                                             |                        |                   |                    |
| 80 | 40            | Baiser raté Bad Kiss                                        |                        | 3 septembre 2012  | 14 février 2013    |
| Après être allés au cinéma, Mordecai, Rigby, Aline et Margaret rentrent chez les garçons boire un Mordeshake, la spécialité de Mordecai. Seuls dans la voiture, Mordecai et Margaret s'embrassent, mais Mordecai a très mauvaise haleine. Mort de honte, il pense que Margaret ne voudra plus jamais lui parler. C'est alors que Rigby sort la machine à remonter le temps qu'il vient de s'acheter, et propose de remonter quelques heures en arrière afin de régler le problème d'haleine de Mordecai.   |               |                                                             |                        |                   |                    |

### Quatrième saison (2012–2013)
| No. de série | No. de saison | Titre                                                         | Scénario et storyboard | Date de diffusion | Date de diffusion |
| --- | ------------- | ------------------------------------------------------------- | ---------------------- | ----------------- | ----------------- |
| 81-82 | 1-2           | Sortie 9B Exit 9B                                             |                        | 1er octobre 2012  | 3 juin 2013       |
| Tony Garrett Berguson Junior, fils de Tony Garrett Berguson, joueur de jeu vidéo que Mordecai et Rigby ont anéanti, décide de s'emparer du parc pour y construire la sortie 9B, une sortie d'autoroute qui permettra d'invoquer un portail dimensionnel pour faire revenir son père ainsi que toutes les personnes que Mordecai et Rigby ont affrontées. |               |                                                               |                        |                   |                   |
| 83 | 3             | Kit Débutant Starter Pack                                     |                        | 8 octobre 2012    | 2 septembre 2013  |
| Thomas termine sa semaine d'initiation au parc, en qualité de stagiaire. Mais Monsieur Muscles ne le voit pas de cet œil-là : il décrète que cette initiation se terminera quand il le jugera bon. D'ici là, chacun est autorisé à lui faire subir toutes les blagues possibles. Mordecai et Rigby sont consternés de voir Thomas, rebaptisé «Kit Débutant», encaisser toutes les mauvaises blagues de monsieur Muscles et tentent sans succès de le faire réagir. |               |                                                               |                        |                   |                   |
| 84-85 | 4-5           | Les contes horrifiques du parc 2 Terror Tales of the Park II  |                        | 15 octobre 2012   | 26 octobre 2013   |
| Mordecai, Rigby et la bande du parc sont en route pour la fête d'Halloween, avec Skips au volant. Mais les talents de copilote de Benson sont limités et le trajet devient interminable. Pour meubler, Mordecai décide de raconter une histoire effrayante d'Halloween. |               |                                                               |                        |                   |                   |
| 86 | 6             | Concours de tartes Pie Contest                                |                        | 22 octobre 2012   | 3 septembre 2013  |
| Benson est sur le pied de guerre et mène son monde tambour battant en vue du concours de tartes annuel du parc. Mordecai et Rigby en ont plus que marre de se voir assigner les basses besognes. A force d'insister, ils obtiennent de Benson d'être les juges de la compétition. Mais craignant la rancœur des compétiteurs, ils préfèrent ne pas se mouiller et acceptent de laisser Gâteau Parleur décider à leur place. Mal leur en prend. |               |                                                               |                        |                   |                   |
| 87 | 7             | Le méga-solo 150 Piece Kit                                    |                        | 29 octobre 2012   | 3 septembre 2013  |
| Un groupe de musique appelé "Oggy et les coiffures" va donner un concert au parc. Les employés sont tous impatients à l'exception de Benson qui prétend en avoir fait partie. Les autres ne le croient pas, alors il va tenter de leur prouver en jouant le solo de batterie le plus connu du groupe. |               |                                                               |                        |                   |                   |
| 88 | 8             | Calvitie de trois jours Bald Spot                             |                        | 12 novembre 2012  | 4 septembre 2013  |
| Monsieur Muscles s'apprête à célébrer son premier anniversaire avec Starla. Il va même jusqu'à faire rafraîchir sa coupe chez le coiffeur et se découvre avec horreur une calvitie naissante. Persuadé que, si Starla s'en aperçoit, elle le quittera, il décide de détourner son attention en mettant l'accent sur ses gros muscles. |               |                                                               |                        |                   |                   |
| 89 | 9             | Soirée mecs Guy's Night                                       |                        | 19 novembre 2012  | 4 septembre 2013  |
| Mordecai, Rigby, Monsieur Muscles et Fantôme Frappeur organisent comme tous les mois leur « soirée mecs », durant laquelle ils mangent n'importe quoi et regardent des films, uniquement entre mecs. Seulement, Pops s'étonne de ne pas avoir été invité et demande ce qu'il devrait faire pour pouvoir intégrer le groupe des mecs. |               |                                                               |                        |                   |                   |
| 90 | 10            | La loi de la traction One Pull Up                             |                        | 26 novembre 2012  | 5 septembre 2013  |
| Une nouvelle loi impose à tous les membres du parc de réussir un test d'effort physique annuel sous peine d'être renvoyé du parc. Le test se termine par une traction, et tout le monde la réalise sans souci, sauf Rigby. Benson lui annonce alors qu'il a une semaine pour y arriver. Rigby se met alors en tête de devenir plus musclé. |               |                                                               |                        |                   |                   |
| 91-92 | 11-12         | Épisode spécial Noël The Christmas Special                    |                        | 3 décembre 2012   | 24 décembre 2013  |
| Le groupe doit détruire un cadeau magique pour sauver le Père Noël ainsi que la fête de Noël. Malheureusement, l'elfe qui a conçu le cadeau ne va pas se laisser faire. |               |                                                               |                        |                   |                   |
| 93 | 13            | La fièvre du mardi soir TGI Tuesday                           |                        | 7 janvier 2013    | 25 décembre 2013  |
| Margaret annonce à tout le monde qu'elle doit se consacrer à ses études et ne pourra plus dorénavant faire la fête avant longtemps. Comme ce mardi soir sera son dernier soir de libre, Mordecai décide d'organiser une énorme fête en son honneur. Mais faire une fête un mardi soir est plus compliqué qu'il n'y paraît, surtout pour trouver une salle. Et surtout quand la salle idéale serait la salle des fêtes abandonnée du parc, mais que celle-ci est hantée. |               |                                                               |                        |                   |                   |
| 94 | 14            | La course aux feux d'artifice Firework Run                    |                        | 14 janvier 2013   | 26 décembre 2013  |
| En s'amusant avec les feux d'artifice prévus pour la Fête Nationale, Monsieur Muscles, Fantôme Frappeur, Mordecai et Rigby les allument par mégarde. Benson leur laisse une chance de se rattraper et les quatre compères se lancent ainsi à la recherche de feux d'artifice de dernière minute. Monsieur Muscles connaît justement quelqu'un qui peut lui en fournir. Mais cette personne trempe dans des affaires louches. |               |                                                               |                        |                   |                   |
| 95 | 15            | Un week-end interminable The Longest Weekend                  |                        | 21 janvier 2013   | 27 décembre 2013  |
| En sortant de la projection d'un film italien, que les garçons considèrent comme un navet sentimental, Starla subjuguée impose à Monsieur Muscles un week-end de séparation sans aucune communication, pour mettre leur amour à l'épreuve. Elle lui donne rendez-vous le dimanche soir à minuit, en le menaçant de rompre si jamais il arrive en avance, ou s'il tente de la joindre avant l'heure dite. Ce week-end leur paraîtra interminable, à tous les deux, tout comme à leurs amis du parc qui ont la dure tâche de les soutenir et de les empêcher de rompre le pacte. |               |                                                               |                        |                   |                   |
| 96 | 16            | Sandwich de la mort Sandwich of Death                         |                        | 28 janvier 2013   | 30 décembre 2013  |
| Rigby et Mordecai s'achètent un sandwich de la mort qui doit, néanmoins, être mangé dans les règles de l'art, ou autrement c'est la mort. Benson, voulant leur donner une leçon pour leur flemmardise, mange leur sandwich, mais il est intoxiqué. |               |                                                               |                        |                   |                   |
| 97 | 17            | Ace Balthazar est vivant Ace Balthazar Lives                  |                        | 4 février 2013    | 31 décembre 2013  |
| Alors qu'ils regardent un reportage sur Adrenaline, un ancien groupe de rock qu'ils adorent, Mordecai et Rigby se rendent compte que le fou qui traîne dans le parc ressemble trait pour trait au chanteur du groupe Adrenaline, Ace Balthazar, porté disparu après un accident de bus. Croyant qu'il s'agit du vrai Ace Balthazar, ils décident de le relooker, de l'aider à retrouver la mémoire et d'organiser les retrouvailles avec les autres membres d'Adrenaline. |               |                                                               |                        |                   |                   |
| 98 | 18            | Le baiser ou la couche Do or Diaper                           |                        | 11 février 2013   | 1er janvier 2014  |
| Mordecai n'arrive toujours pas à franchir le pas et à embrasser Margaret. Monsieur Muscles lui propose alors un pari : s'il ne le fait pas avant vendredi minuit, il devra porter une couche toute une semaine. Mordecai accepte mais la tâche s'avère plus compliquée que prévu. |               |                                                               |                        |                   |                   |
| 99 | 19            | Blague à part Quips                                           |                        | 18 février 2013   | 2 janvier 2014    |
| Ce soir c'est la soirée jeu. Tout le monde se réjouit d'aller jouer à devi-dessine chez Skips. Jusqu'à l'arrivée de Vann's, le cousin de Skips venu passer quelques jours avec lui. Chacun redoute ses blagues, y compris Skips qui tente de lui faire comprendre à quel point il irrite ses amis du parc. |               |                                                               |                        |                   |                   |
| 100 | 20            | L'Homme des cavernes Caveman                                  |                        | 25 février 2013   | 3 janvier 2014    |
| Ensemble dans une grotte, Rigby et Mordecai découvrent un homme des cavernes qu'ils ont décongelé par mégarde à cause de leur feu de camps. Ils lui apprennent à être civilisé afin de gagner la considération de Benson. |               |                                                               |                        |                   |                   |
| 101 | 21            | C'est ma télé That's My Television                            |                        | 4 mars 2013       | 6 janvier 2014    |
| Dans l'espoir de remporter l'unique autographe délivré par RGB2, star de la télé, Mordecai et Rigby assistent au tirage au sort de la loterie organisée pour son émission, C'est ma télé. Heureux gagnants, ils montent sur scène récupérer le gros lot. |               |                                                               |                        |                   |                   |
| 102 | 22            | Une bande d'oies A Bunch of Full Grown Geese                  |                        | 25 mars 2013      | 7 janvier 2014    |
| Des oies sauvages envahissent le parc, mais les employés du parc ne peuvent les faire partir. Rigby et Mordecai font alors appel à leurs amis canetons. |               |                                                               |                        |                   |                   |
| 103 | 23            | Parcours du combattant Fool Me Twice                          |                        | 1er avril 2013    | 8 janvier 2014    |
| Mordecai et Rigby adorent regarder les jeux télé japonais. Quand la possibilité est donnée à des candidats américains de s'inscrire, les deux copains veulent à tout prix saisir cette occasion, même si Benson le leur défend. Les compères finissent alors par entraîner Benson dans un jeu télé où le danger est permanent. |               |                                                               |                        |                   |                   |
| 104 | 24            | Déjeuner dans une limousine Limousine Lunchtime               |                        | 8 avril 2013      | 9 janvier 2014    |
| Mordecai et Rigby sont chargés par Benson de laver la limousine de monsieur Mélard qui doit rentrer de voyage dans quelques heures, mais Rigby fait une énorme tache sur la banquette. N'arrivant pas à l'enlever, Mordecai et Rigby conduisent la limousine chez un garagiste. |               |                                                               |                        |                   |                   |
| 105 | 25            | Une voiture pour Margaret Picking Up Margaret                 |                        | 15 avril 2013     | 10 janvier 2014   |
| Mordecai s'est engagé à conduire Margaret à l'aéroport. Il réussit à emprunter la voiture personnelle de Benson, à condition de la récupérer pour lui chez le garagiste. Pour gagner du temps, il prend un raccourci par les quartiers mal famés de la ville et se retrouve poursuivi par un gang. |               |                                                               |                        |                   |                   |
| 106 | 26            | Radio Kitu (K.I.L.I.T. Radio) K.I.L.I.T. Radio                |                        | 22 avril 2013     | 13 janvier 2014   |
| Monsieur Muscles enregistre une chanson pour sa copine Starla, et veut la faire passer sur Radio Kitu. |               |                                                               |                        |                   |                   |
| 107 | 27            | Carter et Briggs Carter and Briggs                            |                        | 6 mai 2013        | 14 janvier 2014   |
| Carter et Briggs, les deux héros de la série policière préférée de Mordecai et Rigby sont les jurés d'un concours dont les gagnants pourront apparaître dans un épisode de la série. Déterminés à gagner ce concours, ils demandent à Monsieur Muscles de les entraîner. |               |                                                               |                        |                   |                   |
| 108 | 28            | Le stress de Skips Skips' Stress                              |                        | 13 mai 2013       | 15 janvier 2014   |
| À force de solliciter Skips en permanence pour qu'il vienne les aider dans leurs tâches quotidiennes au sein du parc, Mordecai, Rigby et les autres le rendent très stressé. Mais malgré les recommandations du médecin, Skips refuse d'être au repos forcé. Sa vie est en danger. |               |                                                               |                        |                   |                   |
| 109 | 29            | Cerveau givrant Cool Cubed                                    |                        | 20 mai 2013       | 16 janvier 2014   |
| Mordecai, Rigby, Pops et Thomas s'adonnent à leur nouveau passe-temps, le concours de cerveaux givrants. C'est à celui qui fera le plus beau numéro de cerveau givré pour la photo. Mais Thomas reste insensible au froid du Givreur glacial. |               |                                                               |                        |                   |                   |
| 110 | 30            | Caravane Trash Trailer Trashed                                |                        | 27 mai 2013       | 17 janvier 2014   |
| Benson est sur les dents et a réuni tout le personnel du parc pour accueillir le nouvel inspecteur des services sanitaires. La visite se termine quand ce dernier découvre la caravane de Monsieur Muscles, qu'il déclare insalubre et décide de mettre à la décharge. |               |                                                               |                        |                   |                   |
| 111 | 31            | Pluie de météores Meteor Moves                                |                        | 10 juin 2013      | 20 janvier 2014   |
| Ce soir a lieu la plus importante pluie de météores jamais vue dans l'histoire. Mordecai, Rigby et Margaret, sous la houlette d'Aline, l'astronome du groupe, vont observer le phénomène depuis le mont de la Baie. |               |                                                               |                        |                   |                   |
| 112 | 32            | Barbecue en famille Family BBQ                                |                        | 17 juin 2013      | 21 janvier 2014   |
| Mordecai doit faire la connaissance de la famille de sa copine, Margaret. Néanmoins, il se retrouve en compétition avec son père, qui ne l'apprécie guère. Finalement, il parvient à gagner son respect depuis une chute vertigineuse en hélicoptère. |               |                                                               |                        |                   |                   |
| 113 | 33            | Le dernier lecteur de videodisques The Last LaserDisc Player  |                        | 24 juin 2013      | 2014              |
| Mordecai, Rigby, Monsieur Muscles et Fantôme Frappeur tombent par hasard sur un exemplaire rarissime de videodisque d'un film culte. Mais il s'agit d'un format obsolète et les trois amis se jettent dans une quête du lecteur approprié, semée d'embûches. |               |                                                               |                        |                   |                   |
| 114 | 34            | Le country club Country Club                                  |                        | 1er juillet 2013  | 2014              |
| Mordecai et Rigby se font voler la voiturette du parc par les membres du Country Club juste à côté. Puisqu'ils ne veulent pas la rendre, ils pénètrent discrètement dans l'enceinte du club afin de la récupérer, mais se font capturer. C'est alors qu'ils découvrent ce que les membres du club font chaque année pour célébrer le solstice d'été. |               |                                                               |                        |                   |                   |
| 115 | 35            | Confiance aveugle Blind Trust                                 |                        | 15 juillet 2013   | 2014              |
| Pops veut faire un test de confiance entre Rigby, Mordecai et Benson. |               |                                                               |                        |                   |                   |
| 116 | 36            | Le meilleur patron du monde World's Best Boss                 |                        | 15 juillet 2013   | 2014              |
| Les employés du parc veulent se cotiser pour offrir un mug avec « Le Meilleur Patron du Monde » inscrit dessus. La tâche s'avère cependant plus compliquée que prévu. |               |                                                               |                        |                   |                   |
| 117 | 37            | Le dernier repas Last Meal                                    |                        | 22 juillet 2013   | 2014              |
| Monsieur Muscles réalise que ça fait un bail qu'il n'a pas vu ses pied. C'est dire combien sa panse a grossi. Starla décrète qu'il est temps qu'il se mette à manger plus équilibré, et décide qu'ils vont faire un régime ensemble. Désespéré, Monsieur Muscles décide de faire une tournée de ses restaurants et fast food préférés, avant d'entamer son régime. Tout ça en cachette de Starla et sous la protection de ses amis Mordecai, Rigby et Fantôme Frappeur. |               |                                                               |                        |                   |                   |
| 118 | 38            | Bagarre-bulisme Sleep Fighter                                 |                        | 29 juillet 2013   | 2014              |
| Il y a un nouveau problème au parc : Monsieur Muscles tabasse les gens dans son sommeil. Mordecai, Rigby, Skips, tout le monde y passe, y compris Pops et Benson. Cela doit venir d'une vieille angoisse nocturne. Reste à trouver laquelle et à l'extirper du cerveau de Monsieur Muscles. |               |                                                               |                        |                   |                   |
| 119 | 39            | Benson, le fêtard Party Re-Pete                               |                        | 5 août 2013       | 2014              |
| Benson organise une fête, et a eu le courage d'inviter Audrey. La soirée se passe bien, mais voilà que le lendemain, Benson est introuvable. Les employés du parc le voient à la télé vanter les mérites d'une société appelée « SOS Fête » et proposer ses services de « fêtard » pour redynamiser les soirées où personne ne s'amuse. Persuadée que ce genre de comportement n'est pas dans la nature de Benson, la bande décide de mener sa petite enquête. |               |                                                               |                        |                   |                   |
| 120 | 40            | Pour une poignée de Wolfgang Amadeus Dollars Steak Me Amadeus |                        | 12 août 2013      | 2014              |
| Mordecai veut demander à Margaret d'être officiellement sa petite amie lors d'un dîner dans un restaurant chic et très cher, le « Sonate en steak majeur ». Il a les moyens car il a collecté beaucoup de Wolfgang Amadeus Dollars, la monnaie du restaurant. Mais au moment de les utiliser, il se fait arrêter par le FBI qui le prend pour un faux-monnayeur ayant fabriqué de faux Wolfgang Amadeus Dollars. |               |                                                               |                        |                   |                   |

### Cinquième saison (2013–2014)
| No. de série | No. de saison | Titre                                                                     | Scenario et storyboard | Date de diffusion | Date de diffusion |
| --- | ------------- | ------------------------------------------------------------------------- | ---------------------- | ----------------- | ----------------- |
| 121 | 1             | Le pull Laundry Woes                                                      |                        | 2 septembre 2013  | 28 mars 2014      |
| Alors qu'il fait une lessive, Mordecai se rend compte qu'il a toujours un pull appartenant à Margaret. N'arrivant pas à digérer qu'elle soit partie étudier dans une université loin de lui, il se décide à aller lui rendre son pull directement. Mais Rigby entend bien l'en empêcher. |               |                                                                           |                        |                   |                   |
| 122 | 2             | Spectacles de rue Sliver Dude                                             |                        | 2 septembre 2013  | 28 mars 2014      |
| Le jeu vidéo Le retour des zombies 4 vient de sortir et Mordecai et Rigby rêvent de se l'acheter. Benson leur propose alors un marché : s'ils cirent le parquet dans toute la maison, il leur donnera l'argent qu'il leur faut pour acheter le jeu. Mais cirer le parquet se révèle beaucoup trop fatigant pour Mordecai et Rigby. C'est alors qu'ils aperçoivent dans le parc un artiste de rue gagner beaucoup d'argent. Ils décident de devenir eux-mêmes des artistes de rue                                                 |               |                                                                           |                        |                   |                   |
| 123 | 3             | La voiture de Benson Benson's Car                                         |                        | 9 septembre 2013  | 25 mars 2014      |
| Alors qu'ils se disputent pour des broutilles, Mordecai et Rigby projettent une télécommande dans le pare-brise de Benson, qui éclate. Ils décident de conduire la voiture au garage pour la faire réparer. Mais entre-temps, Benson a déclaré à la police qu'on lui avait volé sa voiture et a même engagé un chasseur de primes du futur, contacté par Internet. |               |                                                                           |                        |                   |                   |
| 124 | 4             | Burrito multiviande Every Meat Burritos                                   |                        | 16 septembre 2013 | 29 mars 2014      |
| Mordecai,Rigby, Monsieur Muscle, et Fantôme Frappeur cherchent à obtenir un Burritos qui contiendrait toutes les viandes, un nouveau type spécial de burrito, de la Jimbros de Drive-Thru Burritos. |               |                                                                           |                        |                   |                   |
| 125 | 5             | Arthur, le mur Wall Buddy                                                 |                        | 23 septembre 2013 | 2014              |
| La chambre de Mordecai et de Rigby est remplie d'ordures à cause de Rigby. En entrant dans cette pièce, Benson se rend compte de l'ampleur de la catastrophe et leur ordonne de nettoyer sous peine d'être renvoyés. Mordecai considère que c'est à Rigby de faire le ménage, mais celui-ci refuse. Rigby décide alors d'acheter « Arthur le mur », un système permettant de séparer une pièce en deux grâce à un mur artificiel.                                                                                                |               |                                                                           |                        |                   |                   |
| 126 | 6             | Un visiteur du passé A Skips in Time                                      |                        | 3 septembre 2013  | 2014              |
| Alors qu'une dangereuse tornade traverse le parc, Walks, nom que portait Skips lorsqu'il était jeune, au XVIIIe siècle, en est éjecté. Mais sa présence a pour effet de faire disparaître le Skips du présent. Le groupe dispose de vingt quatre heures pour faire retourner Walks à son époque, sinon Skips mourra. |               |                                                                           |                        |                   |                   |
| 127 | 7             | Les règles de la survie Survival Skills                                   |                        | 14 octobre 2013   | 2014              |
| Benson emmène tous les employés du parc dans la forêt pour leur faire une présentation des règles de survie. Mordecai et Rigby avaient pour unique mission d'acheter des tortillas pour préparer des quesadillas pour le repas de midi. Seulement, comme d'habitude, ils n'ont pas écouté Benson et les ont oubliées. Ils partent donc en racheter, mais se perdent dans la forêt sur le chemin du retour. Les règles de survie que Benson leur a expliquées alors qu'ils n'écoutaient pas leur seraient maintenant très utiles. |               |                                                                           |                        |                   |                   |
| 128-129 | 8-9           | Les contes horrifiques du parc 3 Terror Tales of the Park III             |                        | 21 octobre 2013   | 31 octobre 2014   |
| Le groupe fait un pari sur qui peut raconter l'histoire la plus effrayante à leur fête d'Halloween. |               |                                                                           |                        |                   |                   |
| 130 | 10            | Le déjeuner en panta-table Tants                                          |                        | 4 novembre 2013   | 2014              |
| Pops offre à Mordecai et Rigby un panta-table, une invention qui associe pantalon et table, et leur propose de déjeuner tous les trois ensemble avec. Déçus par leur cadeau, ils décident de le donner à Monsieur Muscles mais plus tard, voyant que Pops tient beaucoup à ce cadeau, ils décident de le récupérer. L'ayant abîmé au passage, il ne leur reste plus qu'une seule solution : confectionner leur propre panta-table.                                                                                               |               |                                                                           |                        |                   |                   |
| 131 | 11            | Un panier qui vaut cher Bank Shot                                         |                        | 11 novembre 2013  | 2014              |
| Rigby est le roi des paniers avec rebond sur la planche. Mais, alors qu'il se croit meilleur que tout le monde, il se retrouve à faire un duel de paniers avec quelqu'un de plus fort que lui. Refusant de s'avouer vaincu, Rigby mise de plus en plus gros. La revanche étant prévue pour le lendemain, il a 24 heures pour retrouver son adresse au tir. Pour cela, une seule personne peut l'aider : son frère Don. |               |                                                                           |                        |                   |                   |
| 132 | 12            | Le Biceps-Entenaire Power Tower                                           |                        | 18 novembre 2013  | 2014              |
| Alors qu'il est tranquillement en train de jouer au ping-pong avec Mordecai, Rigby, et Fantôme Frappeur, Monsieur Muscles est pris à partie par Dale, un culturiste avec qui il a participé à des concours quelques années auparavant. Déçu de voir ce qu'est devenu Monsieur Muscles, Dale le met au défi de se présenter à un concours de culturisme appelé le « Biceps-entenaire ». |               |                                                                           |                        |                   |                   |
| 133-134 | 13-14         | Spécial Thanksgiving The Thanksgiving Special                             |                        | 25 novembre 2013  | 25 novembre 2014  |
| Mordecai et Rigby ruinent accidentellement le repas de Thanksgiving et doivent trouver un moyen de réparer leur erreur avant que leurs parents n'arrivent... |               |                                                                           |                        |                   |                   |
| 135 | 15            | L'étoffe des cascadeurs The Heart of a Stuntman                           |                        | 2 décembre 2013   | 2014              |
| Timmy fête son dixième anniversaire sur le thème des cascades. Mais le cascadeur a annulé sa prestation à la dernière minute et il est trop tard pour le remplacer. À moins que Mordecai, Rigby, Monsieur Muscles ou Fantôme Frappeur ne réussisse à obtenir sa licence de cascadeur professionnel. Tous les quatre décident d'entreprendre la formation et de passer l'examen. |               |                                                                           |                        |                   |                   |
| 136 | 16            | Le baiser du nouvel an New Year's Kiss                                    |                        | 31 décembre 2013  | 31 décembre 2014  |
| Le nouvel an approche et chacun réfléchit à la résolution qu'il compte prendre. Mordecai, lui, est bien décidé à oublier Margaret et à aller parler à des filles. Il parvient d'ailleurs à décrocher un numéro de téléphone. Mais c'est alors que Rigby reçoit la visite de lui-même du futur. Il lui dit qu'il doit absolument empêcher Mordecai d'embrasser la fille en question, sinon ce sera une catastrophe. Mais la tâche ne sera pas facile pour Rigby.                                                                  |               |                                                                           |                        |                   |                   |
| 137 | 17            | La stratégie de l'évitement Dodge This                                    |                        | 13 janvier 2014   | 2014              |
| Mordecai, Rigby, et tous les autres employés du parc s'apprêtent à disputer un tournoi de balle au prisonnier, tournoi qu'ils n'ont plus gagné depuis dix ans. Tout repose sur Mordecai et son super « tir-tornade », mais en arrivant au tournoi, Mordecai découvre que Cathy y participe aussi, et se met à perdre tous ses moyens. |               |                                                                           |                        |                   |                   |
| 138 | 18            | Sandwich dans les WC Portable Toilet                                      |                        | 31 janvier 2014   | 2014              |
| Au cours d'une discussion avec Mordecai lors d'un déjeuner, Cathy lui lance le défi d'aller manger un sandwich dans des WC mobiles. Déterminé à lui prouver qu'il est « cap », Mordecai entre dans les WC accompagné de Rigby, venu pour attester de la réussite du défi. Mais une fois celui-ci relevé, la porte reste bloquée et les deux amis se retrouvent coincés à l'intérieur. |               |                                                                           |                        |                   |                   |
| 139 | 19            | La carte postale The Postcard                                             |                        | 10 février 2014   | 2014              |
| Fantôme Frappeur espère retrouver une femme qu'il n'a plus vu depuis 5 ans. Après avoir reçu une carte postale tant attendu d'elle. |               |                                                                           |                        |                   |                   |
| 140 | 20            | Rigby et son Burrito en plein ciel Rigby in the Sky with Burrito          |                        | 24 février 2014   | 2015              |
| Rigby reçoit une invitation pour la réunion des anciens du lycée. Il veut absolument y aller mais il se rend compte que, lorsqu'il était étudiant, il a dit à tout le monde qu'il accomplirait une certaine liste de choses. Aujourd'hui, il n'a toujours pas accomplit une seule de ces choses. La réunion est dans deux jours, il va donc tenter d'en accomplir une avant. |               |                                                                           |                        |                   |                   |
| 141 | 21            | Voyage au centre de la crash-fosse Journey to the Bottom of the Crash Pit |                        | 3 mars 2014       | 2015              |
| Mordecai, Rigby, Monsieur Muscle, et Fantôme Frappeur ont perdu la caméra du parc dans une fosse qu'ils appellent "la crash-fosse". Ils vont devoir y descendre pour la récupérer. |               |                                                                           |                        |                   |                   |
| 142 | 22            | Gagner du temps Saving Time                                               |                        | 10 mars 2014      | 2015              |
| Mordecai et Rigby jouent un tour aux employés du parc lors du passage à l'heure d'hiver. Ils règlent toutes les horloges du parc à une heure erronée, ce qui conduit à des résultats désastreux. |               |                                                                           |                        |                   |                   |
| 143 | 23            | La guitare du Rock Guitar of Rock                                         |                        | 17 mars 2014      | 2015              |
| Lorsque Benson casse accidentellement la guitare dédicacée de M. Maellard, Mordecai et Rigby essaient de l'aider à la remplacer. |               |                                                                           |                        |                   |                   |
| 144-145 | 24-25         | L'histoire de Skips Skips' Story                                          |                        | 14 avril 2014     | 2015              |
| Skips raconte à Mordecai et Rigby la façon dont il est devenu immortel. |               |                                                                           |                        |                   |                   |
| 146 | 26            | Mordecai et les Rigby, le retour Return of Mordecai and the Rigbys        |                        | 21 avril 2014     | 2015              |
| Pendant un jour de canicule. Un concours de musique est organisé et le premier prix est un climatiseur. Mordecai et Rigby vont convaincre les autres de remonter le groupe "Mordecai et les Rigby" pour tenter de le gagner. Mais il y a très vite des tensions. |               |                                                                           |                        |                   |                   |
| 147 | 27            | Mauvais portrait Bad Portrait                                             |                        | 28 avril 2014     | 2015              |
| Mordecai et Rigby sont chargés d'aller chercher un portrait de Benson très important. Mais sur le chemin, il l’abîme. Mordecai va tenter de le repeindre. |               |                                                                           |                        |                   |                   |
| 148 | 28            | Vidéo 101 Video 101                                                       |                        | 5 mai 2014        | 2015              |
| Mordecai, Rigby, et CJ aident Aline à faire un clip musical pour son cours de cinéma. |               |                                                                           |                        |                   |                   |
| 149 | 29            | Je t'aime Youpi I Like You Hi                                             |                        | 12 mai 2014       | 2015              |
| Mordecai envoie un message à Cathy qui s'est auto-corrigé en "Je t'aime Youpi". Mordecai va donc tout mettre en œuvre pour corriger cela. |               |                                                                           |                        |                   |                   |
| 150 | 30            | Soirée à deux Play Date                                                   |                        | 5 juin 2014       | 2015              |
| Mordecai a un rencard avec Cathy, mais au même moment, la mort lui ordonne de garder son fils de 300 ans, Thomas. |               |                                                                           |                        |                   |                   |
| 151 | 31            | Expert ou menteur Expert or Liar                                          |                        | 12 juin 2014      | 2015              |
| Rigby est humiliée dans le jeu télévisé Expert ou menteur. Il va partir à la recherche du présentateur de l'émission pour laver son honneur. |               |                                                                           |                        |                   |                   |
| 152 | 32            | L'appel de la vague Catching the Wave                                     |                        | 19 juin 2014      | 2015              |
| Pops se efforce d'apprendre à surfer pour renouer avec la nature après avoir une mauvaise journée avec elle. |               |                                                                           |                        |                   |                   |
| 153 | 33            | Une montre en or Gold Watch                                               |                        | 26 juin 2014      | 2015              |
| Benson est sur le point de se faire récompenser pour être arrivé à l'heure au travail 1000 jours d'affilée. La veille du 1000e jour, il décide de fêter ça un peu tôt et se réveille le jour J au milieu du désert. Il lui reste peu de temps pour arriver à l'heure. |               |                                                                           |                        |                   |                   |
| 154 | 34            | Travaux de peinture Paint Job                                             |                        | 3 juillet 2014    | 2015              |
| Lorsque Mordecai et Rigby ruinent la maison du parc en jetant des sachets de pizza dessus, ils se retrouvent obligés de le repeindre. |               |                                                                           |                        |                   |                   |
| 155 | 35            | À nous le gâteau Take the Cake                                            |                        | 10 juillet 2014   | 2015              |
| Mordecai et Rigby doivent cuire un gâteau pour la fête d'anniversaire de M. Maellard après avoir ruiné celui qui était prévu. |               |                                                                           |                        |                   |                   |
| 156 | 36            | En selle, Skips Skips in the Saddle                                       |                        | 17 juillet 2014   | 2015              |
| Skips commence à se sentir seul. Voyant comme tout le monde est heureux dans leur relation de couple, il décide de chercher son âme sœur. |               |                                                                           |                        |                   |                   |
| 157 | 37            | Une mission pour Thomas Thomas Fights Back                                |                        | 24 juillet 2014   | 2015              |
| Thomas essaie de sauver son travail et prouver sa valeur en récupérant la statue du fondateur de parc après avoir surpris Benson dire qu'il sera renvoyé en raison de son manque de travail en tant que stagiaire. |               |                                                                           |                        |                   |                   |
| 158 | 38            | Un enterrement de vie de garçon très Zingo! Bachelor Party! Zingo!!       |                        | 31 juillet 2014   | 2015              |
| Les gars décident d'organiser un enterrement de vie de garçon pour le cousin de Skips qui s’apprête à se marier. |               |                                                                           |                        |                   |                   |
| 159 | 39            | La tente Tent Trouble                                                     |                        | 7 août 2014       | 2015              |
| Mordecai détruit accidentellement la nouvelle tente de Cathy et va devoir s'en procurer une nouvelle. |               |                                                                           |                        |                   |                   |
| 160 | 40            | Le rencard Real Date                                                      |                        | 14 août 2014      | 2015              |
| Mordecai et Cathy veulent faire une soirée romantique. |               |                                                                           |                        |                   |                   |

### Sixième saison (2014–2015)
| No. de série | No. de saison | Titre                                                                            | Scénario et storyboard | Date de diffusion | Date de diffusion |
| --- | ------------- | -------------------------------------------------------------------------------- | ---------------------- | ----------------- | ----------------- |
| 161 | 1             | Détente et coolitude Maxin' and Relaxin'                                         |                        | 9 octobre 2014    | 2015              |
| Mordecai se rend à la maison de ses parents avec Cathy pour récupérer une mixtape. |               |                                                                                  |                        |                   |                   |
| 162 | 2             | Nouveau pote au lycée New Bro on Campus                                          |                        | 16 octobre 2014   | 2015              |
| Monsieur Muscles est l'élève le plus cool de l'école secondaire. Jusqu'à ce qu'un nouvel élève arrive et lui vole le titre. |               |                                                                                  |                        |                   |                   |
| 163 | 3             | Le minigolf de la discorde Daddy Issues                                          |                        | 23 octobre 2014   | 2015              |
| Cathy essaie de gagner une carte coupe fils du restaurant "Chez fromager" en participant à un tournoi de mini golf. |               |                                                                                  |                        |                   |                   |
| 164-165 | 4-5           | Les contes horrifiques du parc 4 Terror Tales of The Park IV                     |                        | 29 octobre 2014   | 31 octobre 2015   |
| Les travailleurs du parc essaient de garder Monsieur Muscles éveillé en lui racontant des histoires effrayantes dans la voiture pendant que vous conduisez pour visiter sa mère. |               |                                                                                  |                        |                   |                   |
| 166 | 6             | La fin de Monsieur Muscles The End of Muscle Man                                 |                        | 30 octobre 2014   | 2015              |
| Les travailleurs du parc veulent aider Monsieur Muscles à réaliser les activités de sa liste avant qu'il les quitte. |               |                                                                                  |                        |                   |                   |
| 167 | 7             | Soulève avec le dos Lift with Your Back                                          |                        | 6 novembre 2014   | 2015              |
| Rigby tente de prouver qu'il peut gagner un salaire. |               |                                                                                  |                        |                   |                   |
| 168 | 8             | L'écran plat d'Aline Eileen Flat Screen                                          |                        | 13 novembre 2014  | 2015              |
| Rigby aide Aline à installer sa télévision à écran plat. |               |                                                                                  |                        |                   |                   |
| 169-170 | 9-10          | Le vrai Thomas - Spécial stagiaire The Real Thomas: An Intern Special            |                        | 20 novembre 2014  | 2015              |
| Réveillé en pleine nuit, Rigby aperçoit Thomas se battre et le suspecte. Il va alors découvrir son plus grand secret... |               |                                                                                  |                        |                   |                   |
| 171 | 11            | Le Noël de l'éléphant blanc The White Elephant Gift Exchange                     |                        | 4 décembre 2014   | 2015              |
| Monsieur Muscle a toujours fait des cadeaux ignobles lors de la fête de l'éléphant blanc. Mais cette année, les employés du parc ont l'intention de se venger. |               |                                                                                  |                        |                   |                   |
| 172 | 12            | Joyeux Noël Mordecai Merry Christmas Mordecai                                    |                        | 4 décembre 2014   | 24 décembre 2015  |
| Mordecai va à une fête de Noël avec Cathy, mais un événement inattendu le met dans un sale situation. |               |                                                                                  |                        |                   |                   |
| 173 | 13            | Conseils de saxophoniste Sad Sax                                                 |                        | 8 janvier 2015    | 2016              |
| Mordecai veut se réconcilier avec Cathy et demande des conseils à un vieil ami saxophoniste. |               |                                                                                  |                        |                   |                   |
| 174 | 14            | Le déjeuner des directeurs de parc Park Managers' Lunch                          |                        | 15 janvier 2015   | 2016              |
| Benson est invité à déjeuner avec des directeurs de parc. Dont Gene. Les employés, ne lui faisant pas confiance, décident de suivre Benson pour s'assurer qu'il ne lui arrive rien. |               |                                                                                  |                        |                   |                   |
| 175 | 15            | Mordecai et Rigby là-bas dessous Mordecai and Rigby Down Under                   |                        | 22 janvier 2015   | 2016              |
| Mordecai et Rigby dorment dans une caisse qui se fait expédier en Australie. Ils vont devoir traverser là un désert pour se rendre à l'aéroport. |               |                                                                                  |                        |                   |                   |
| 176 | 16            | Marié mais fauché Married and Broke                                              |                        | 29 janvier 2015   | 2016              |
| Monsieur Muscle et Starla participent à un jeu télévisé où des couples se font concurrence pour gagner un mariage, tous frais payés. |               |                                                                                  |                        |                   |                   |
| 177 | 17            | Éclosion de tortue I See Turtles                                                 |                        | 5 février 2015    | 2016              |
| Mordecai, Rigby, Cathy, et Aline se rendent à la plage pour regarder des tortues éclore, mais ils tombent sur une station de bord de mer où les riches utilisent tortues dans leurs spas comme une fontaine de jouvence. |               |                                                                                  |                        |                   |                   |
| 178 | 18            | La guerre des formats II Format Wars II                                          |                        | 12 février 2015   | 2016              |
| Mordecai, Rigby, Monsieur Muscle, Fantôme Frappeur, et Benson énoncées pour arrêter une guerre imminente provenant d'un nouveau format, DVD. |               |                                                                                  |                        |                   |                   |
| 179 | 19            | Concours de chansons d'anniversaire Happy Birthday Song Contest                  |                        | 19 février 2015   | 2016              |
| Mordecai et Rigby sont déterminés à gagner un concours de chanson d'anniversaire pour gagner le premier prix. Un an d'approvisionnement en gâteau. |               |                                                                                  |                        |                   |                   |
| 180 | 20            | Le costume de Benson Benson's Suit                                               |                        | 26 février 2015   | 2016              |
| Benson trouve un costume dans le parc et commence le porter. Ce costume incite très fortement les autres à le respecter. Mais très vite son propriétaire le retrouve et veut le récupérer. |               |                                                                                  |                        |                   |                   |
| 181 | 21            | Les gamers n'abandonnent jamais Gamers Never Say Die                             |                        | 5 mars 2015       | 2016              |
| Mordecai et Rigby partent à la recherche d'une pièce de jeu vidéo très rare. |               |                                                                                  |                        |                   |                   |
| 182 | 22            | Millième vol sur Chopper Six 1000th Chopper Flight Party                         |                        | 12 mars 2015      | 2016              |
| Mordecai fait face à des complications quand il se rend à la fête du 1000e vol de Chopper 6. L'hélicoptère du père de Margaret. |               |                                                                                  |                        |                   |                   |
| 183 | 23            | Cheval fêtard Party Horse                                                        |                        | 19 mars 2015      | 2016              |
| Un pod étranger se bloque sur la Terre et un cheval étranger connu comme cheval de partie se tourne vers Mordecai et Rigby pour l'aider à passer un test Histoire des États-Unis. |               |                                                                                  |                        |                   |                   |
| 184 | 24            | Les hommes en uniformes Men in Uniform                                           |                        | 26 mars 2015      | 2016              |
| Le groupe essaie de trouver différentes façons de garder le parc ouvert lorsque M. Maellard annonce ses plans pour arrêter le parc en raison de manque d'assiduité. |               |                                                                                  |                        |                   |                   |
| 185 | 25            | La porte du garage Garage Door                                                   |                        | 2 avril 2015      | 2016              |
| Après Pops bloque sa voiture dans Mordecai et trompe-l'œil la peinture de Rigby de l'intérieur du garage sur la porte du garage, les têtes de trio hors d'un hypermarché de matériel, où leur recherche d'une porte de remplacement de garage se transforme en une quête épique. |               |                                                                                  |                        |                   |                   |
| 186-187 | 26-27         | Spécial crise du vaillant canard du siècle Brilliant Century Duck Crisis Special |                        | 9 avril 2015      | 2016              |
| Dans un hommage à mecha anime, Benson commande Mordecai et Rigby de se débarrasser d'un casoar dans le parc, qui se transforme en une bataille épique sur les droits de merchandising lorsque les bébés canards et les oies plein grandi reviennent à solliciter l'aide des travailleurs du parc pour vaincre une paire d'avocats et de leurs contrats de fer vêtu. |               |                                                                                  |                        |                   |                   |
| 188 | 28            | Les soirées couples, c'est la lose Not Great Double Date                         |                        | 22 juin 2015      | 2016              |
| Après les événements du "Parti 1000e Vol Chopper," CJ vient plus à pardonner Margaret pour ce qui est arrivé ensuite (et ce qui est arrivé sur le "Joyeux Noël, Mordecai") et l'invite à une date double avec son petit ami. L'ennui est, Margaret a menti sur l'homme de temps étant son petit ami afin qu'elle puisse calmer CJ descendre de sa rage - et doit maintenir la mascarade avec l'aide de l'homme qu'elle aime météo prétendument et l'histoire bizarre de Rigby de la façon dont ils se sont rencontrés. |               |                                                                                  |                        |                   |                   |
| 189 | 29            | Mortel Kwon do mortel Death Kwon Do-Livery                                       |                        | 23 juin 2015      | 2016              |
| Mordecai et Rigby se battent avec la puissance de la mort kwon-do pour aider Sensei obtenir un nouvel estomac pour son bien besoin greffe de l'estomac. |               |                                                                                  |                        |                   |                   |
| 190 | 30            | Pause déjeuner Lunch Break                                                       |                        | 24 juin 2015      | 2016              |
| Benson traite ses travailleurs à déjeuner dans un prestigieux magasin de sandwich, et Mordecai et Rigby se trouvent dans dessus de leur tête quand ils commandent le nombre 46 (une partie sub très long) et sont obligés de manger ou bien être tiré. Alors que le duo mange, ils pensent revenir à d'autres défis alimentaires qu'ils ont fait. |               |                                                                                  |                        |                   |                   |
| 191 | 31            | Largué devant l'autel Dumped at the Altar                                        |                        | 25 juin 2015      | 2016              |
| Le groupe aide Muscle Man se marier Mordecai tâtonne encore une fois dans ses tentatives de dire CJ comment il se sent vraiment à son sujet. |               |                                                                                  |                        |                   |                   |

### Septième saison (2015–2016)
| No. de série | No. de saison | Titre                                                       | Scénario et storyboard | Date de diffusion | Date de diffusion |
| --- | ------------- | ----------------------------------------------------------- | ---------------------- | ----------------- | ----------------- |
| 192 | 1             | Larguéville, U.S.A. Dumptown U.S.A.                         |                        | 26 juin 2015      | 2016              |
| Après les événements de "Largué devant l'autel", Rigby doit aller chercher Mordecai dans un endroit étrange appelé Larguéville avant que Benson ne le licencie. |               |                                                             |                        |                   |                   |
| 193 | 2             | Les Parkies du parc The Parkie Awards                       |                        | 6 août 2015       | 2016              |
| Alors que Benson perds l'élection des Parkies du parc contre son rival Gene, le reste de la bande tente de le consoler avec une soirée mecs. |               |                                                             |                        |                   |                   |
| 193 | 3             | Club Gourmet The Lunch Club                                 |                        | 13 août 2015      | 2016              |
| Dans cet hommage aux années 1980 Brat Pack film The Breakfast Club, milliardaire brunch de M. Maellard obtient ruiné par un Rigby de couchage sur une tondeuse à gazon. Comme punition, serrures M. Maellard Rigby et Benson (qui se fait reprocher de ne pas la discipline de ses employés) dans le bureau et les commandes de l'un d'eux Benson à écrire une lettre de démission avant 17h00, ou les deux d'entre eux seront tirés. |               |                                                             |                        |                   |                   |
| 194 | 4             | Les légendes de l'info locale Local News Legend             |                        | 20 août 2015      | 2016              |
| Margaret auditionne pour avoir la chance d'accueillir un segment de nouvelles hebdomadaire contre une journaliste scrupuleuse. |               |                                                             |                        |                   |                   |
| 195-196 | 5-6           | Spécial Expérience Dôme The Dome Experiment Special         |                        | 27 août 2015      | 2016              |
| Benson est déterminé à prouver qu'il avait raison à propos de la date de l'«Expérience Dôme," une expérience d'un mois dans lequel les travailleurs du parc sont enfermés dans un bio-dôme. C'est une référence à Under the Dome. |               |                                                             |                        |                   |                   |
| 198 | 7             | Cadeau d'anniversaire Birthday Gift                         |                        | 3 septembre 2015  | 2016              |
| Rigby veut obtenir le meilleur cadeau pour l'anniversaire de Mordecai. Il va alors créer un jeu vidéo. |               |                                                             |                        |                   |                   |
| 199 | 8             | Vidéos de chats Cat Video                                   |                        | 10 septembre 2015 | 2016              |
| Mordecai et Rigby ont rendu Benson accro aux vidéos de chats et doivent à tout prix l'arrêter. |               |                                                             |                        |                   |                   |
| 200 | 9             | Frappés par la foudre Struck by Lightning                   |                        | 17 septembre 2015 | 2016              |
| Après avoir été frappés par la foudre, Monsieur Muscles et Fantôme Frappeur sont atteints d'amnésie et ne se souviennent plus de leur amitié. |               |                                                             |                        |                   |                   |
| 201-202 | 10-11         | Les contes horrifiques du parc V Terror Tales of the Park V |                        | 29 octobre 2015   | 29 octobre 2016   |
| Benson loue une machine à vœux pour une soirée d'Halloween. |               |                                                             |                        |                   |                   |
| 203 | 12            | Le retour du cheval fêtard The Return of Party Horse        |                        | 9 novembre 2015   | 2016              |
| Cheval Fêtard demande l'aide de Mordecai et Rigby après que sa fiancée l'a quitté. |               |                                                             |                        |                   |                   |
| 204 | 13            | Cycle de sommeil Sleep Cycle                                |                        | 10 novembre 2015  | 2016              |
| Mordecai et Rigby ont le sommeil déréglé à force de rester éveillés devant la télévision. |               |                                                             |                        |                   |                   |
| 205 | 14            | Juste amis Just Friends                                     |                        | 11 novembre 2015  | 2016              |
| Rigby et Eileen se appelés ailleurs à ceinture noire cérémonie forçant Mardochée et Margaret pour sortir seul de Don - et Mordecai pour affronter ses sentiments pour Margaret maintenant que lui et le juge en chef ne sont plus ensemble et Rigby convaincus Mardochée de profiter d'être seule. |               |                                                             |                        |                   |                   |
| 206 | 15            | Le cochon de Benson Benson's Pig                            |                        | 12 novembre 2015  | 2016              |
| Benson a adopté un cochon et demande à Mordecai et Rigby de le surveiller pendant qu'il assiste à une réunion. |               |                                                             |                        |                   |                   |
| 207 | 16            | Le plan Aline The Eileen Plan                               |                        | 13 novembre 2015  | 2016              |
| Rigby décide de reprendre ses études, se croyant trop peu intelligent pour Aline. |               |                                                             |                        |                   |                   |
| 208 | 17            | Bonjour la Chine Hello China                                |                        | 30 novembre 2015  | 2016              |
| Rigby a des points à rattraper en cours de langue et décide de suivre Benson en Chine. |               |                                                             |                        |                   |                   |
| 209 | 18            | Faux plan d'enfer Crazy Fake Plan                           |                        | 1er décembre 2015 | 2016              |
| Rigby organise une surprise pour Aline avec l'aide de Mordecai et Margaret. |               |                                                             |                        |                   |                   |
| 210 | 19            | Remportez ce prix Win That Prize                            |                        | 2 décembre 2015   | 2016              |
| Pops veut participer à un jeu télévisé mais se retrouve prisonnier du studio d'enregistrement. |               |                                                             |                        |                   |                   |
| 211 | 20            | Snow Tubing                                                 |                        | 3 décembre 2015   | 2016              |
| Aline tente de surmonter sa peur du snow tubing à la suite d'un incident survenu dans son enfance. |               |                                                             |                        |                   |                   |
| 212 | 21            | Concours de chili Chili Cook Off                            |                        | 5 mars 2016       | 14 novembre 2016  |
| Benson veut impressionner les autres responsables de parc et participe à un concours de chili que Gene gagne tous les ans. |               |                                                             |                        |                   |                   |
| 213 | 22            | Vacances à l'usine de donuts Donut Factory Holiday          |                        | 12 mars 2016      | 14 novembre 2016  |
| Mordecai et Rigby doivent retourner une cassette louée mais le bras de Rigby se coince dans le magnétoscope. |               |                                                             |                        |                   |                   |
| 214 | 23            | Gym-blonski Gymblonski                                      |                        | 19 mars 2016      | 15 novembre 2016  |
| Rigby doit réussir l'épreuve de sport pour avoir son diplôme, mais un vieil ennemi va tout faire pour l'en empêcher. |               |                                                             |                        |                   |                   |
| 215 | 24            | Soirée mecs 2 Guys Night 2                                  |                        | 26 mars 2016      | 15 novembre 2016  |
| Une dernière "soirée mecs" est organisée en l'honneur de Thomas avant son départ. |               |                                                             |                        |                   |                   |
| 216 | 25            | Le synthétiseur de Gary Gary's Synthesizer                  |                        | 2 avril 2016      | 16 novembre 2016  |
| Mordecai et Rigby apprennent à leurs dépens que la forme physique de Gary ne tient qu'à des branchements sur un synthétiseur. |               |                                                             |                        |                   |                   |
| 217 | 26            | Le roi de la Californie California King                     |                        | 9 avril 2016      | 17 novembre 2016  |
| Après s'être débarrassé de son trampoline, Rigby se rend compte qu'il lui manque et doit le récupérer à la décharge. |               |                                                             |                        |                   |                   |
| 218 | 27            | Cube Bros                                                   |                        | 16 avril 2016     | 17 novembre 2016  |
| Monsieur Muscles obtient un emploi dans un bureau d'entreprise. |               |                                                             |                        |                   |                   |
| 219 | 28            | Un paquet pour Mélard Maellard's Package                    |                        | 23 avril 2016     | 18 novembre 2016  |
| Le duo attend une livraison au manoir de Monsieur Mélard. |               |                                                             |                        |                   |                   |
| 220 | 29            | Rigby va au bal de promo Rigby Goes to the Prom             |                        | 5 mai 2016        | 16 novembre 2016  |
| Rigby emprunte la voiture de son père à son insu pour aller au bal de promo avec Aline. |               |                                                             |                        |                   |                   |
| 221 | 30            | Le bouton The Button                                        |                        | 12 mai 2016       | 18 novembre 2016  |
| Les gars protègent un gros bouton rouge. |               |                                                             |                        |                   |                   |
| 222 | 31            | Tee-shirt préféré Favorite Shirt                            |                        | 19 mai 2016       | 19 novembre 2016  |
| Les gars déchirent accidentellement le t-shirt préféré de Monsieur Muscles. |               |                                                             |                        |                   |                   |
| 223 | 32            | Marvolo le magicien Marvolo the Wizard                      |                        | 26 mai 2016       | 19 novembre 2016  |
| Pops pense qu'il est un sorcier piégé à l'époque médiévale, et il veut rentrer à la maison. |               |                                                             |                        |                   |                   |
| 224 | 33            | La planète préférée de Pops Pops' Favorite Planet           |                        | 2 juin 2016       | 20 novembre 2016  |
| Pops veut voir sa planète préférée quand les gars dorment dehors. |               |                                                             |                        |                   |                   |
| 225 | 34            | Je suis Pam Pam I Am                                        |                        | 2 juin 2016       | 20 novembre 2016  |
| Benson a le béguin pour l'une des scientifiques du Dome, et il veut la jeter un seau d'ailes de poulet afin qu'il puisse lui demander de sortir. |               |                                                             |                        |                   |                   |
| 226 | 35            | Maudit confinement Lame Lockdown                            |                        | 9 juin 2016       | 21 novembre 2016  |
| Le scientifique de la tête met Mordecai et Rigby sur un verrouillage de 24 heures à l'intérieur du dôme, mais ils veulent se faufiler à l'extérieur pour voir un de leurs groupes préférés. |               |                                                             |                        |                   |                   |
| 227 | 36            | Strictement réservé aux VIP VIP Members Only                |                        | 16 juin 2016      | 21 novembre 2016  |
| Mordecai, Rigby, Monsieur Muscles et Fantôme Frappeur veulent devenir des membres VIP du restaurant Cheezers. |               |                                                             |                        |                   |                   |
| 228 | 37            | Les clefs Deez Keys                                         |                        | 23 juin 2016      | 22 novembre 2016  |
| Une recherche pour les clés de voiture de Benson conduit les gars à faire un accord avec les scientifiques. |               |                                                             |                        |                   |                   |
| 229-30 | 38-39         | Le diplôme de Rigby Rigby's Graduation Day Special          |                        | 30 juin 2016      | 18 février 2017   |
| Rigby écrit un discours pour son diplôme d'études secondaires qui sera diffusé à la télévision nationale. |               |                                                             |                        |                   |                   |

### Huitième saison (2016–2017)
| No. de série | No. de saison | Titre                                                         | Scénario et storyboard | Date de diffusion | Date de diffusion |
| --- | ------------- | ------------------------------------------------------------- | ---------------------- | ----------------- | ----------------- |
| 231 | 1             | À chaque jour suffit son espace-temps One Space Day at a Time |                        | 26 septembre 2016 | 2017              |
| Après les événements de l'épisode "Le diplôme de Rigby" le (Eileen compris) 7 obtenir envoyé dans l'espace.                                                                     |               |                                                               |                        |                   |                   |
| 232 | 2             | Cool, les ro-potes Cool Bro Bots                              |                        | 26 septembre 2016 | 2017              |
| Mordecai et Rigby ont une confrontation avec des robots. |               |                                                               |                        |                   |                   |
| 233 | 3             | Bienvenue dans l'espace Welcome to Space                      |                        | 27 septembre 2016 | 2017              |
| Le gang doit réparer le dôme. |               |                                                               |                        |                   |                   |
| 234 | 4             | Crédits espace Space Creds                                    |                        | 27 septembre 2016 | 2017              |
| Mordecai et Rigby veulent des chaussures. |               |                                                               |                        |                   |                   |
| 235 | 5             | Objets trouvés Lost and Found                                 |                        | 28 septembre 2016 | 2017              |
| Les gars vont après un porte-monnaie. |               |                                                               |                        |                   |                   |
| 236 | 6             | Le roi de la farce Ugly Moons                                 | 2017                   | 29 septembre 2016 |                   |
| Muscle Man vise à quelqu'un blague. |               |                                                               |                        |                   |                   |
| 237 | 7             | Le guerrier des rêves The Dream Warrior                       |                        | 30 septembre 2016 | 2017              |
| Les gars essaient d'aider Pops surmonter ses cauchemars. |               |                                                               |                        |                   |                   |
| 238 | 8             | Le cerveau du mal The Brain of Evil                           |                        | 3 octobre 2016    | 2017              |
| Rigby et Mordecai doivent cesser un cerveau mal après Rigby a libéré d'une cage, mais le cerveau a pris le dôme du parc aussi bien!                                             |               |                                                               |                        |                   |                   |
| 239 | 9             | Le chagrin de Benson Fries Night                              |                        | 4 octobre 2016    | 2017              |
| Après s'être déversés par Pam, Benson va chercher français Fries ingrédients avec un astéroïde femme nommée Roxy.                                                               |               |                                                               |                        |                   |                   |
| 240 | 10            | Spacey MacSpatial Spacey McSpaceTree                          |                        | 5 octobre 2016    | 2017              |
| Le colonel Rawls met Rigby grâce à la formation de la sécurité par l'appariement avec l'insupportable Spacey Mc SpaceTree.                                                      |               |                                                               |                        |                   |                   |
| 241 | 11            | Je suis tout ouïe Can You Ear Me Now?                         |                        | 6 octobre 2016    | 2017              |
| Mordecai et Rigby doivent aller au tribunal après avoir créé accidentellement une avalanche de sons sur une planète complètement habité par les oreilles sensibles.             |               |                                                               |                        |                   |                   |
| 242 | 12            | Coincés dans l'ascenseur Stuck in an Elevator                 |                        | 7 octobre 2016    | 2017              |
| Mordecai et Rigby vont voir Fist Pump effectuer à la station arbre, mais coincé dans un ascenseur de l'espace tout en voyageant vers le haut.                                   |               |                                                               |                        |                   |                   |
| 243 | 13            | La course de l'espace The Space Race                          |                        | 10 octobre 2016   | 2017              |
| Mordecai et Rigby ont à battre la station spatiale Bush dans une dangereuse course.                                                                                             |               |                                                               |                        |                   |                   |
| 244 | 14            | Opération: sourde oreille Operation: Hear No Evil             |                        | 11 octobre 2016   | 2017              |
| Mordecai et Rigby essaient d'éviter les spoilers de leur émission préférée, mais Benson veut gâcher pour se venger sur eux pour oublier de passer l'aspirateur de la maison.    |               |                                                               |                        |                   |                   |
| 245 | 15            | L'évasion de l'espace Space Escape                            |                        | 12 octobre 2016   | 2017              |
| Un nouvel ennemi mystérieux, Anti-Pops, est après tout le monde forçant Pops à évacuer l'arbre de l'espace.                                                                     |               |                                                               |                        |                   |                   |
| 246 | 16            | Nouveaux lits New Beds                                        |                        | 13 octobre 2016   | 2017              |
| Après avoir échappé à Anti-Pops, la bande fait un arrêt rapide pour acheter de nouveaux lits seulement pour rencontrer un chasseur de primes qui est, après Pops.               |               |                                                               |                        |                   |                   |
| 247 | 17            | Mordeby et Rigbecai Mordeby and Rigbecai                      |                        | 14 octobre 2016   | 2017              |
| Mordecai et Rigby sont mélangés par une machine de téléportation. |               |                                                               |                        |                   |                   |
| 248 | 18            | Le dôme Alpha Alpha Dome                                      |                        | 20 octobre 2016   | 2017              |
| Les gars se livrent à des confrontations. |               |                                                               |                        |                   |                   |
| 249-250 | 19-20         | Halloween Terror Tales of the Park VI                         |                        | 27 octobre 2016   | 31 octobre 2017   |
| L'équipage Parc rencontre un trou noir tout en racontant des histoires sur Halloween.                                                                                           |               |                                                               |                        |                   |                   |
| 251 | 21            | La cassette de glace The Ice Tape                             |                        | 3 novembre 2016   | 2017              |
| Les gars doivent jouer une cassette VHS spéciale. |               |                                                               |                        |                   |                   |
| 252 | 22            | La clé de l'univers The Key to the Universe                   |                        | 10 novembre 2016  | 2017              |
| Les gars apprennent quelque chose de super important. |               |                                                               |                        |                   |                   |
| 253 | 23            | On n'a rien sans peine No Train No Gain                       |                        | 17 novembre 2016  | 2017              |
| Les gars aident Pops à s'entraîner. |               |                                                               |                        |                   |                   |
| 254-255 | 24-25         | Noel dans l'espace Christmas in Space                         |                        | 1er décembre 2016 | 24 décembre 2017  |
| Les gars célèbrent leur premier Noël dans l'espace en partageant des histoires et en ouvrant des cadeaux, mais Benson s'énerve que les histoires aient des éléments effrayants. |               |                                                               |                        |                   |                   |
| 256 | 26            | Une attaque de douceur Kill 'Em with Kindness                 | 2017                   | 14 janvier 2017   | 2017              |
| Pops ne veut toujours pas se battre. Au lieu de cela, il préfère se faire des amis.                                                                                             |               |                                                               |                        |                   |                   |
| 257 | 27            | Rencontre avec la voyante Meet the Seer                       |                        | 14 janvier 2017   | 2017              |
| L'équipage doit trouver la voyante. |               |                                                               |                        |                   |                   |
| 258 | 28            | Haut les cœurs Pops Cheer Up Pops                             |                        | 16 janvier 2017   | 2017              |
| L'équipage essaie d'encourager Pops pour son prochain combat. |               |                                                               |                        |                   |                   |
| 259-261 | 29-31         | Combat final épique A Regular Epic Final Battle               |                        | 16 janvier 2017   | 8 juillet 2017    |
| Dans la fin de la série épique, le destin de l'univers sera décidé. |               |                                                               |                        |                   |                   |